# Línia Leopoldina d'Àustria
La línia Leopoldina d'Àustria fou una branca de la casa d'Habsburg; es va fundar en la divisió de territoris de 1379, fixada pel tractat de Neuberg, amb repartiment entre els germans Albert III d'Habsburg, el de la Trena, i Leopold III d'Habsburg el Valent. Fou aquest darrer qui va iniciar la línia, governant als ducats d'Estíria, Caríntia i Carniola, conjunt que fou conegut com a Àustria Interior.
Amb l'extinció de la línia Albertina d'Àustria, Frederic de la línia leopoldina va heretar els seus territoris i drets. Aquesta línia va regir Àustria i el Sacre Imperi gairebé sempre des de llavors fins a l'extinció amb Maria Teresa I d'Àustria, quan es va iniciar la dinastia Habsburg-Lorena. De la branca leopoldina deriven també els Habsburg que foren reis a Catalunya, reis de València, Mallorca i d'Aragó, reis de Castella, etc.